# Wilton (hrabstwo Franklin)
Wilton – jednostka osadnicza w Stanach Zjednoczonych, w stanie Maine, w hrabstwie Franklin.